# Municipio de Huhí
Huhí (se pronuncia Jují) es uno de los 106 municipios del estado mexicano de Yucatán. Su cabecera municipal es la localidad homónima de Huhí.

## Toponimia
En lengua maya, el nombre Huhí significa literalmente iguano, por derivarse del vocablo Huh, iguano, iguana o, Huhil, en plural, iguanos, iguanas.

## Colindancias
Limita Huhí con los siguientes municipios: al norte con Sanahcat, al sur con Sotuta y Tekit, al oriente con Sotuta y Kantunil y al poniente con Homún

## Datos históricos
Sobre la fundación de Huhí, “Lugar de iguanos”,  se sabe que existió previamente a la conquista de Yucatán por los españoles.
- 1721 La población estuvo bajo el régimen de las encomiendas correspondiendo presumiblemente a Joaquín Cárdenas y Díaz, con 734 indígenas bajo su custodia, haber iniciado este proceso.
- 1821 Acelera su crecimiento cuando Yucatán se independiza de España.
- 1825 Huhí pasa a formar parte del partido de Beneficios Bajos, con cabecera en Sotuta.
- 1900 Empieza a figurar la población de Huhí como cabecera.
- 1921 Huhí es municipio libre

## Economía
Estando situado el municipio en la parte sur de la zona henequenera del estado, en el centro del estado de Yucatán, entre sus actividades productivas más importantes han figurado el cultivo del henequén. Se cultiva también el maíz, el frijol y las hortalizas.
En la actividad ganadera, se explotan especies de bovinos y de porcinos y se practica la avicultura.
En la actualidad, después de desaparecer en gran medida el negocio del henequén, se ha desarrollado una industria de bolsas de mano para mujeres, maletas, morrales, entre otros. Estos son negocios familiares que han ido desarrollándose poco a poco. Los productos son comercializados tanto en la capital del estado, como en otras ciudades del país.

## Atractivos turísticos
- Hay un templo católico en el que se venera a San Pedro, construido en el siglo XVIII.
- Existen vestigios arqueológicos (anónimos) en el territorio municipal, muy cerca de la cabecera.
- Cuenta con un Salón del Reino de los Testigos de Jehová, Sitio importante de Adoración.
- Cenotes

## Fiestas tradicionales
- Fiesta tradicional en honor a san Pedro Apóstol cada 29 de junio.[6]
- Además se celebra la Feria, en agradecimiento a San Pedro por las buenas cosechas, cada 29 de septiembre.
- Entre fines del mes de octubre y principios de noviembre, la comunidad celebra a los difuntos.
- Previo al miércoles de ceniza, se ha hecho costumbre la celebración del carnaval.